# Легенда за Камуи (филм, 2009)
„Легенда за Камуи“ (на японски: カムイ 外伝 – Kamui gaiden) е японски филм с бойни изкуства от 2009 г.
Филмът е адаптация на манга – списание, носещо същото име (Легенда за Камуи), от известния мангака Ширато Санпей.

## Сюжет
Камуи (Кеничи Мацуяма) е нинджа, който се опитва да избяга от своя клан, но бившите му събратя не могат да позволят тайните им да излязат извън общността и следват правилото, че ако си роден като нинджа, трябва да умреш като нинджа. Така на Камуи се налага да води постоянни битки на живот и смърт, без да може да има доверие на никого. Съвсем случайно съдбата го отвежда до селото на стар рибар, където намира съмишленици, които ще се изправят заедно с него срещу черните убийци.

## В ролите
- Кеничи Мацуяма / Камуи
- Коюки Като / Сугару
- Хидеаки Ито / Фудо
- Каори Кобаяши / Ханбей
- Сузука Охго / Саяка
- Екин Ченг / Думок
- Юта Канаи / Йошито
- Сей Ашина / Микумо
- Анна Цучия / Аю

## Премиера
| Държава                                        | Дата                 |
| ---------------------------------------------- | -------------------- |
| Канада (Toronto Film Festival)                 | 16 септември 2009 г. |
| Япония                                         | 19 септември 2009 г. |
| Канада (Vancouver International Film Festival) | 5 октомври 2009 г.   |